# Діалло Гіділеє
Діалло Гіділеє (араб. ديالو جويديلي, фр. Diallo Guidileye, нар. 30 грудня 1989) — французький і мавританський футболіст, півзахисник національної збірної Мавританії.

## Клубна кар'єра
Починав займатися футболом, перебравшись до Франції. У 15 років перейшов до академії «Труа», а за два роки уклав з клубом професійний контракт. Протягом чотирьох років був основним гравцем команди, після чого перейшов до «Бреста», за команду якого в сезоні 2011/12 дебютував в Лізі 1. Частину 2013 року провів в оренді в «Шатору», після чого повернувся до «Бреста».
Згодом протягом 2014–2019 років грав на Кіпрі за АЕЛ, французький «Нансі», азербайджанську «Кешлу», а також у Туреччині за «Генчлербірлігі» та «Елязигспор».
Влітку 2019 року уклав контртакт з марокканським клубом ФЮС (Рабат). Взявши протягом сезону участь у чотирьох іграх цієї команди, залишив її на правах вільного агента.

## Виступи за збірні
У Франції отримав громадянство і 2009 року взяв участь у чотирьох іграх за юнацьку збірну Франції (U-20).
2013 року дебютував в офіційних матчах у складі національної збірної Мавританії.
У складі збірної був учасником першого в її історії великого міжнародного турніру — Кубка африканських націй 2019 року в Єгипті, де виходив на поле в одній грі групового етапу.